# Financial Times
Financial Times (FT) é um jornal diário internacional de língua inglesa, com uma ênfase especial em negócios e notícias econômicas. O jornal foi fundado em 1888 em Londres por James Sheridan e Horatio Bottomle, e se fundiu em 1945 com o seu rival mais próximo, o Financial News (que tinha sido fundado em 1884).
O Financial Times tem uma leitura média diária de 2,2 milhões de pessoas em todo o mundo (a PwC auditou os dados em novembro de 2011). O site FT.com tem 4,5 milhões de usuários registrados e mais de 285.000 assinantes digitais, bem como 600.000 usuários pagantes. O FT chinês tem mais de 1,7 milhão de usuários registrados.
As edições mundiais do jornal tinham uma circulação média diária combinada de 234.193 cópias (88.000 para a edição do Reino Unido) em janeiro de 2014. Em fevereiro de 2014, a venda conjunta das edições mundiais do Financial Times foi de 224.000 exemplares. Em outubro de 2013, a impressão paga combinada e a circulação digital do jornal chegou a quase 629 mil cópias (282.000 para impressão e 387.000 para vendas on-line), a maior tiragem em sua história de 125 anos. Em agosto de 2014 as vendas da versão impressa (todas as edições combinadas) situaram-se em 210.182.
Em 23 de julho de 2015, o jornal japonês Nikkei concordou em comprar o Financial Times de Pearson por 844 milhões de libras esterlinas. Em 30 de novembro de 2015, o Nikkei concluiu a aquisição.

## Publicação
O Financial Times é publicado pela manhã em Londres, cidade que tem uma forte influência sobre as políticas econômicas do governo britânico. O jornal é conhecido como "periódico superior do Reino Unido". O jornal é impresso em 23 cidades, em três edições diárias: a edição do Reino Unido, dos Estados Unidos da América e da Ásia. Seu principal rival é o Wall Street Journal, outro periódico diário de comércio de Nova Iorque, que também publica muitas edições. A edição europeia é distribuída no continente europeu, no leste médio da Europa, na África e na Ásia. Ele é impresso de segunda-feira a sábado em cinco pontos estratégicos da Europa.

## Estatísticas e locais de publicação
Em 2011, a FT tem uma impressão combinada pagos e uma circulação digital de 585.681 edições e tem uma tiragem global de 356.194 edições (Junho 2011). O periódico teria 2,1 milhões de leitores no mundo (Novembro 2010), distribuídos em 140 países. O Financial Times tem uma rede de trabalho de 400 jornalistas em 50 agências editoriais em todo o mundo.[carece de fontes?]
É impresso em 24 cidades do mundo: Londres, Leeds, Dublin, Paris, Frankfurt, Estocolmo, Milão, Madrid, Hong Kong, Nova Iorque, Chicago, Los Angeles, São Francisco, Dallas, Atlanta, Miami, Washington, D.C., Tóquio, Singapura, Seul, Dubai, Joanesburgo e Istambul.[carece de fontes?]

## História

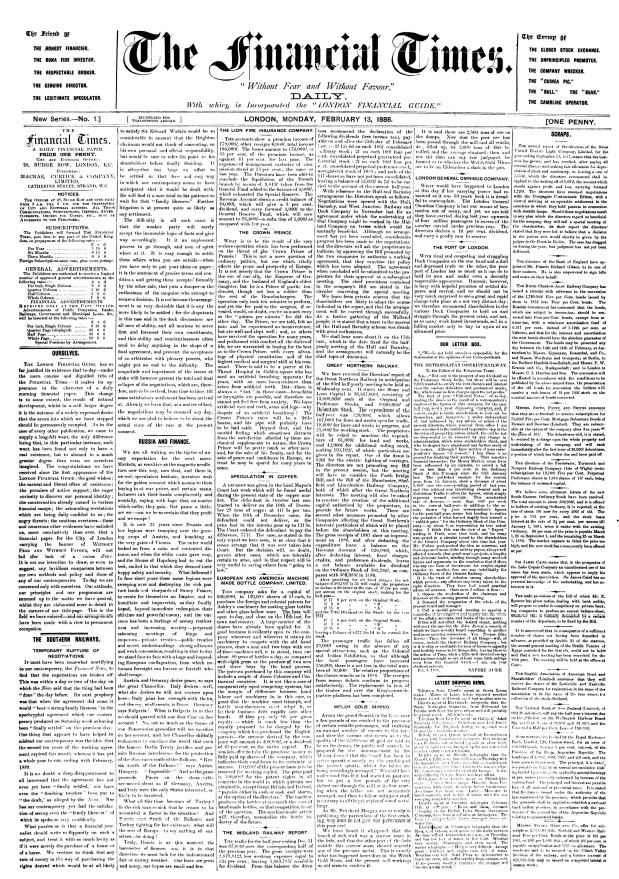
Financial Times de 13 de fevereiro de 1888.

O Financial Times foi lançado como London Financial Guide em 9 de janeiro de 1888 por Horatio Bottomley, e foi renomeado Financial Times em 13 de fevereiro do mesmo ano.[carece de fontes?]

### Crescimento no Reino Unido
O jornal descrevia a si próprio como “O financeiro honesto e corretor respeitável”. Isto era publicado nos seu editoriais, quando o jornal tinha apenas quatro páginas, que retratavam as matrizes comerciais de Londres, e cujos leitores eram pertencentes à comunidade financeira de Londres. Rapidamente, o periódico se estabilizou como um jornal soberano e confiável.[carece de fontes?]
Em 1893 o jornal passou a utilizar papel de cor salmão. Embora se tenha dito que tal mudança teria por objetivo distinguir o jornal de seu rival, também inglês, Financial News, a escolha foi feita de fato por economia, pois o papel rosa é mais barato que o branco[carece de fontes?].
Em 1945, o Financial Times adquire o Financial News, tornando-se o único jornal de grande circulação do Reino Unido. A fusão permitiu aliar a ampla rede de circulação do  Financial Times com os conceituados profissionais editoriais do Financial News.[carece de fontes?]

### Expansão internacional
Com o passar dos anos, o jornal cresceu em tamanho, leitores e largura em suas coberturas. Também estabeleceu um trabalho em rede com correspondentes em muitas grandes cidades ao redor do mundo, antecipando o movimento da economia no mundo no sentido da globalização.[carece de fontes?]
Com o fluxo de capital intensificado nos anos 70, o Financial Times iniciou o programa de expansão internacional, que foi facilitado pelo desenvolvimento de tecnologias e do crescimento da aceitação da língua inglesa como a linguagem do comércio internacional. Em 1º de janeiro de 1979, foi impressa, em Frankfurt, a primeira edição impressa fora do Reino Unido.